# Кірстен Роде
Кі́рстен Роде́ — данський пірат на службі у Івана Грозного.
Кірстен Роде народився в Дітмаршені, селянській республіці, яка була утворена в XIII столітті й існувала до 1559 року в західній провінції Голштинії, між річками Ейдер і Ельба (Лаба), в їхніх нижніх течіях, тобто на землях, де до німецького завоювання мешкали слов'яни. Купець і капітан власного судна Роде вів торгівлю з Любеком, але потім став морським розбійником. Картина, яка часто зустрічається в той час: багато власників суден, в залежності від політичної ситуації, по декілька разів переходили з купців у пірати і навпаки.